# Rameau colique de l'artère iléocolique
Le rameau colique de l'artère iléocolique est une artère systémique de l'abdomen.

## Origine
Le rameau colique de l'artère iléocolique est une branche de l'artère iléocolique.

## Trajet
Le rameau colique de l'artère iléocolique remonte vers le colon ascendant pour vasculariser la partie proximale du colon ascendant et l'angle cæcal.
Il constitue une anastomose avec le rameau iléal de l'artère iléocolique formant l'arcade iléo-colique.
Il forme également des anastomoses avec l'artère colique droite.